# Olavi Salonen

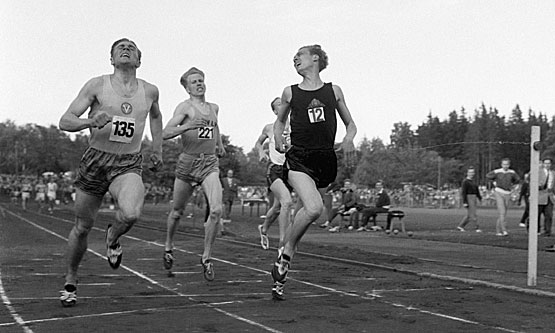
Olavi Salonen und Vuorisalo und Salsola (v. l. n. r.) beim Zieleinlauf eines Rennen über 1.500 m im Jahr 1957 in Turku

Olavi Vihtori Kalervo Salonen (* 20. Dezember 1933 in Noormarkku; † 6. März 2025) war ein finnischer Mittelstreckenläufer, der 1957 für einen Tag Weltrekordhalter über 1500 Meter war.

## Karriere
Salonens Paradestrecken waren die 800 und 1500 Meter. Zwischen 1958 und 1965 gewann er zwölf finnische Meistertitel über diese Distanzen. Seinen größten Erfolg konnte Salonen bereits 1957 feiern. Am 11. Juli 1957 ging Salonen in Turku an einem 1500-Meter-Lauf an den Start. Salonen gewann zeitgleich mit seinem Landsmann Olavi Salsola in der neuen Weltrekordzeit von 3:40,2 min. Auch der Dritte des Laufes, der ebenfalls aus Finnland stammende Olavi Vuorisalo, blieb unter der alten Weltrekordzeit von 3:40,6 min, aufgestellt vom Ungarn István Rózsavölgyi im August 1956. Salonen und Salsola verloren ihren Weltrekord allerdings bereits einen Tag später an Stanislav Jungwirth, der bei einem Lauf in seiner Heimat Tschechoslowakei die 1500 Meter in 3:38,1 min lief (siehe auch 1500-Meter-Weltrekordlauf von Turku 1957).
Bei den Leichtathletik-Europameisterschaften 1962 in Belgrad kam Salonen auf den vierten Rang im 800-Meter-Lauf, wobei er zeitgleich mit dem Zweiten Waleri Bulischew aus der UdSSR und dem Dritten Paul Schmidt aus Deutschland ins Ziel kam. Den Sieg holte sich der Deutsche Manfred Matuschewski. 1963 gewann Salonen die Nordische Meisterschaft über 1500 Meter. Mit 31 Jahren wurde er letztmals finnischer Meister über 1500 Meter. Im Jahr 2009 wurde er mit dem Pro-Urheilu-Preis ausgezeichnet. An den Olympischen Spielen nahm Salonen 1960 und 1964 ohne das Finale zu erreichen teil.
Während seiner Laufbahn gehörte Salonen den Vereinen Noormarkun Nopsa, Rosenlewin Urheilijat-38 in Pori, Kaipolan Vire und Valkeakosken Haka an.

## Erfolge
- Weltrekord über 1500 Meter am 11. Juli 1957 mit 3:40,2 min (zusammen mit Olavi Salsola)

- Nordischer Meister über 1500 Meter: 1963
- Nordischer Vizemeister über 800 Meter: 1961 und 1963

- Finnischer Meister über 800 Meter: 1958, 1959, 1960, 1961, 1962 und 1963
- Finnischer Meister über 1500 Meter: 1959, 1960, 1961, 1962, 1963 und 1965
- Finnischer Meister Querfeldeinlauf: 1960, 1961 und 1962
- Finnischer Meister in der 4-mal-800-Meter- und 4-mal-1500-Meter-Staffel: insgesamt elfmal
- Finnischer Meister Querfeldeinlauf (Mannschaft): insgesamt siebenmal

## Persönliche Bestleistungen
- 400-Meter-Lauf: 49,7 s (25. Juli 1959 in Kokemäki)
- 800-Meter-Lauf: 1:48,0 min (14. August 1962 in lahti)
- 1000-Meter-Lauf: 2:19,4 min (19. September 1958 in Turku)
- 1500-Meter-Lauf: 3:40,2 min (11. Juli 1957 in Turku; Weltrekord)
- Meilenlauf (1609 Meter): 3:59,1 min (21. August 1962 in Helsinki)
- 2000-Meter-Lauf: 5:13,0 min (20. September 1959)
- 3000-Meter-Lauf: 8:05,0 min (20. Juli 1962 in Imatra)
- 5000-Meter-Lauf: 14:37,2 min (19. September 1965 in Äänekoski)
- 10.000-Meter-Lauf: 30:25,0 min (25. September 1960 in Paris)

### Halle
- Meilenlauf (1609 Meter): 4:05,7 Minuten (15. Februar 1963 in San Francisco)